# Magnavox Odyssey
Magnavox Odyssey var den første spillekonsol, opfundet af Ralph Baer, som allerede var begyndt at udvikle på den i 1967.
Der er udgivet 12 spil til den, i form af kassetter. Spillene er klassikere som tennis, ski og invaders.
Spillekonsollen har ingen farver og lyd, men består af 40 dioder og 40 transistorer.
- Wikimedia Commons har flere filer relateret til Magnavox Odyssey

| Spillekonsol | Spire Denne spillekonsolsrelaterede artikel er en spire som bør udbygges. Du er velkommen til at hjælpe Wikipedia ved at udvide den. |